# Willie Smith

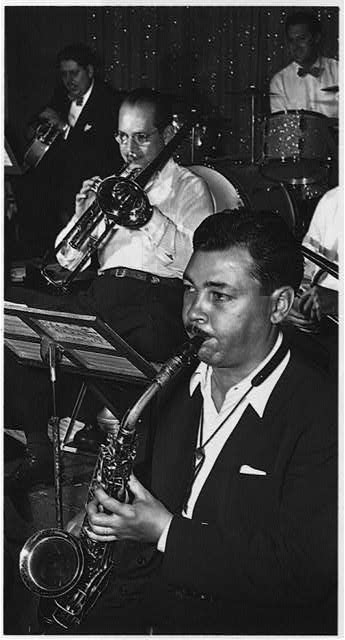
Willie Smith

Willie Smith (Charleston, 1910 - 1967) fue un músico estadounidense de jazz, saxofonista alto. 
Smith fue uno de los grandes saxofonistas del período inmediatamente anterior a la Segunda Guerra Mundial, y un solista de swing de primer nivel. Smith ejerció una influencia fundamental en todos los saxofonistas altos, pero especialmente en el terreno del rhythm and blues (Earl Bostic y Tab Smith, por ejemplo), en el periodo de posguerra.

## Trayectoria
Comenzó a estudiar clarinete a los diez años; a los doce aparecía ya en conciertos acompañado de su hermana, que era pianista. Estudió en el Technical College y luego ingresó en la Fisk University de Nashville. Mientras estaba en la universidad fue descubierto por Jimmie Lunceford, quien le incorporó a su banda en 1929, después de que el joven acabase sus estudios de química. Smith cumplió una prolongada etapa como líder de la sección de saxofones de la banda de Lunceford y permaneció en la formación hasta 1942 (periodo en el que tuvo problemas con el alcohol), cuando la abandonó, ya seguro de sus habilidades individuales, sólo superado por Johnny Hodges.
En 1942 se integró en el conjunto de Charlie Spivak, cuando la formación de Lunceford comenzó a experimentar grandes cambios tanto en lo personal como en su dirección musical, pero Smith fue llamado a filas al poco tiempo y permaneció en el ejército hasta 1944, año en que se unió a la banda de Harry James. En ella su papel creció en importancia, con su liderazgo en la sección de saxofones, pero con un espacio mayor para la exhibición de sus cualidades como solista. Smith apareció también en 1946 en algunos de los primeros conciertos del JATP en Los Ángeles.
Smith permaneció en la banda de James hasta 1951, cuando Duke Ellington, afectado por la marcha de Johnny Hodges y de una pequeña pero importante sección de su banda, se lo llevó junto con otros destacados músicos. Aparte de colaborar con Duke, lo hizo con Nat King Cole. 
En 1954 regresó con Harry James, al tiempo que Hodges lo hacía con Ellington. En 1963, comenzó a trabajar para Hollywood y volvió a tocar en directo para proyectos puntuales hasta su muerte.